# Коулрофобия

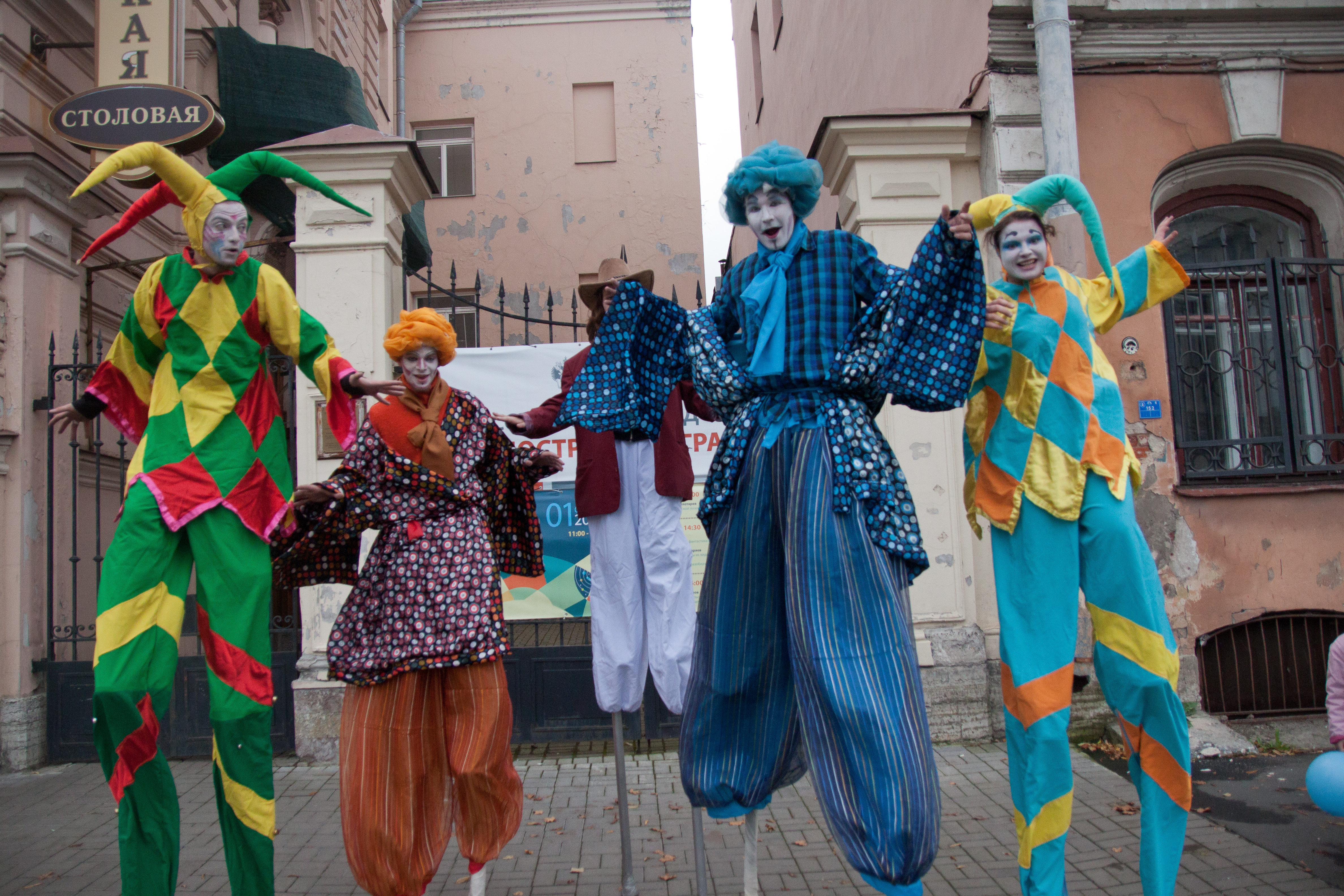
Шуты в Санкт-Петербурге

Страх перед клоунами, иногда рассматриваемый в терминах специфической фобии. Термин коулрофобия (англ. «coulrophobia») — неологизм, придуманный среди прочих неофициальных «фобий».
Термин отсутствует как в списке МКБ-10 ВОЗ, так и в списке классификации нарушений американской психиатрической ассоциации ДСМ-IV.

## Архетип злого клоуна
Клоунские костюмы склонны преувеличивать черты лица и некоторые части тела, такие как кисти рук, ступни и носы. Такая деформация тела может восприниматься не только как комичная, но и как пугающая.
Значительные отклонения в лице клоуна может изменить внешность человека так, что он попадает в «зловещую долину», в которой изменения во внешности достаточно нереалистичны для того, чтобы быть беспокоящими, но ещё недостаточно нереалистичны, чтобы быть приятными — тем самым пугая ребёнка настолько, что они несут эту фобию на протяжении всей взрослой жизни.
По данным профессора психологии университета штата Калифорния Джозефа Даруина, маленькие дети «сильно восприимчивы к знакомому телосложению в сочетании с незнакомым лицом». Исследователи, изучавшие эту фобию, считают, что корреляция с эффектом «зловещей долины» наличествует.
Кроме того, дополнительным беспокоящим фактором можно считать «трансгрессивное» (антисоциальное) поведение клоуна.
Современный архетип «злого клоуна» развился в 1980-х годах, в значительной мере популяризированный романом Стивена Кинга «Оно», а также, возможно, Джоном Уэйном Гейси, реальным серийным убийцей, прозванным Клоуном-убийцей в 1978 году. Среди прочих примеров в поп-культуре — хоррор-комедия 1988 г. Клоуны-убийцы из космоса. Персонаж Джокер франшизы Бэтмен появился в 1940 г. и превратился в одного из самых узнаваемых и культовых вымышленных персонажей в поп-культуре, возглавив в 2006 г. рейтинг ста величайших злодеев всех времён журнала Wizard. Клоун Красти (появившийся в 1989 г.) является пародией на клоуна Бозо в «Симпсонах». В эпизоде Lisa’s First Word (1992 г.) детская боязнь клоунов проявляется в виде травмы Барта от халтурно сделанной кровати в виде клоуна Красти, когда он непрерывно произносит фразу «не могу спать, клоун меня съест». Эта фраза вдохновила Элиса Купера на песню из альбома Dragontown (2001 г.) и стала мемом.
Сайты, посвящённые злым клоунам и боязни клоунов, появились в конце 1990-х годов.
С конца 1980-х гг. производятся многочисленные фильмы на эту тему. Среди ранних примеров, помимо упомянутых «Клоунов-убийц из космоса» — фильмы ужасов «Из темноты» (Out of the Dark) (1988), «Дом клоунов» (Clownhouse) (1989), «Оно» (1990) мини-сериал по роману Кинга.
В конце 1990-х — 2000-х гг. были сняты Карнавал душ (1998), Маска призрака (1999), Лагерь крови (Campblood) (2000), Клоун-убийца (2000), S.I.C.K. Serial Insane Clown Killer (2003), Страх клоунов (Fear of Clowns) (2004), В лесу (Within the Woods) (2005), Коулрофобия (2006, короткометражный), Секреты клоуна (Secrets of the Clown) (2007), 100 слез (2007), Клоунстрофобия (Clownstrophobia)  (2009); примеры 2010-х годов — Печальная баллада для трубы (2010), Резня в лагере клоунов (Klown Kamp Massacre) (2010), Gingerclown (2012), Швы (Stitches) (2012), Sloppy the Psychotic (2012), Бонго: клоун-убийца  (Bongo: Killer Clown) (2014) и Клоун (2014).
Американский рэп-дуэт Insane Clown Posse эксплуатирует эту тему с 1989 года. В дальнейшем они повлияли на Twiztid и некоторые другие коллективы, в основном с лейбла Psychopathic Records.
Британский фестиваль Bestival отменил запланированную клоунскую тему в 2006 г. после того, как большое количество взрослых владельцев билетов связалось с организаторами и выразило свою боязнь клоунов.
В 1990-е гг. рестлер по имени Мэтт Осборн создал и изображал клоуна Дойнка, хила («плохого парня») в WWF и её преемнице WWE. Он выходил на ринг под цирковую (но играемую в зловещих минорных тонах) музыку и разыгрывал шутки — иногда забавные, иногда злые — как над зрителями, так и над другими рестлерами. После возрождения Джокера в поп-культуре в 2008 г. в «Темном рыцаре» Осборн переделал персонажа, чтобы он напоминал страшно изуродованного Джокера из Фильма. В WWE в разное время и другие рестлеры использовали этого персонажа.

## Исследования
В исследовании «Space To Care», направленном на улучшение обстановки в детской больнице, учёные из Университета Шеффилда опросили 250 детей об их мнении о стиле предстоящего больнице редизайна; все 250 детей (в возрасте от четырёх до шестнадцати лет), сообщили, что им не нравятся клоуны в составе больничного декора. Многие из них, включая некоторых более старших детей, заявили в опросе, что они, по сути, боятся клоунов. В других исследованиях игра с терапевтическими клоунами снижала у детей тревожность и улучшала показатели выздоровления у детей с респираторными заболеваниями.

## Эпидемия «жутких клоунов» 2016 года
В конце лета — начале осени 2016 г. в нескольких городах США стали наблюдать угрожающего вида клоунов, зачастую на краю леса. Первым этих «клоунов-убийц» заметил 19 августа в Гринвилле, Южная Каролина, маленький мальчик, который сказал своей матери, что два клоуна пытались заманить его в лес. После того, как это появилось в новостях, наблюдения клоунов распространилась по всей стране. Клоунов видели в нескольких штатах. Бен Рэдфорд, автор книги «Плохие клоуны», говорит, что клоунов чаще видят в периоды социальной тревожности, и такие наблюдения могут быть связаны с психологическим эффектом фиксирования установки.
В начале октября 2016 г. злого клоуна видели в Ньюкасл-апон-Тайне, Англия. 13-летний мальчик получил предупреждение от полиции после того, как он преследовал на улице 17-летнюю девушку. 4 октября 2016 года он был арестован в Блейклоу, Великобритания, в связи с сообщениями о людях, одетых как клоуны и пугающих прохожих.